# Maverick megye
Maverick megye az Amerikai Egyesült Államokban, azon belül Texas államban található. Megyeszékhelye és legnagyobb városa Eagle Pass. Lakosainak száma 57 887 fő (2020. április 1.). Maverick megye Dimmit, Kinney, Zavala, Webb, Guerrero Municipality, Jiménez Municipality és Uvalde megyékkel határos.

## Népesség
A megye népességének változása:
| Lakosok száma | 54 477 | 55 125 | 55 432 | 55 932 | 57 706 | 57 887 |
|               | 2010   | 2011   | 2012   | 2013   | 2015   | 2020   |